# Frederick Fernandez
Frederick „Fred” Fernandez (ur. 9 października 1927 w Ipoh) – singapurski hokeista na trawie, olimpijczyk. Zawodnik Ceylon Sports Club.
Uczestnik Letnich Igrzysk Olimpijskich 1956. Reprezentował Singapur w czterech meczach: z Indiami, Nową Zelandią, Australią (wszystkie trzy zakończyły się wyraźnymi porażkami Singapuru) oraz z Afganistanem (Singapurczycy zwyciężyli 5-0). W wygranym meczu z Afgańczykami zdobył jednego gola, jedynego zresztą którego strzelił na tym turnieju. Jego reprezentacja zajęła finalnie ósme miejsce w stawce 12 zespołów.